# Abraham Bredius
Abraham Bredius (Amsterdam, 18 aprile 1855 – Principato di Monaco, 12 marzo 1946) è stato uno storico dell'arte e collezionista d'arte olandese.

## Biografia
Abraham Bredius nacque in una benestante famiglia nel 1855 e crebbe con a casa una raffinata collezione di porcellane cinesi e dipinti del Secolo d'oro olandese. Durante un viaggio in Italia sul finire degli anni 1870 conobbe Wilhelm von Bode, che lo incoraggiò a studiare la pittura olandese del XVII secolo. Pubblicò il suo lavoro di ricerca d'archivio in diversi articoli sul Nederlandsche Spectator e nel 1880 fu nominato vicedirettore del Nederlandsch Museum voor Geschiedenis en Kunst, che nel 1885 fu inglobato nel Rijksmuseum. 
Dai primi anni 1880 si affermò come stimato conoscitore dell'opera di Jan Vermeer e nel 1888 l'Università di Gießen gli conferì un dottorato onorario. L'anno dopo fu nominato direttore della Mauritshuis. Sotto la sua guida il museo ottenne fama internazionale e Bredius si occupò personalmente di ampliare la collezione con una trentina di nuove acquisizioni, incluso Il cardellino di Carel Fabritius nel 1896. A causa del deterioramento della sua salute lasciò la Mauritshuis nel 1909.
Successivamente proseguì con i suoi viaggi di ricerca, che lo portarono al ritrovamento del Cavaliere polacco di Rembrandt. Membro della Koninklijke Nederlandse Akademie van Wetenschappen e dell'Accademia reale di scienze, lettere e belle arti del Belgio dal 1904, si trasferì a Monte Carlo nel 1922 per motivi fiscali. Qui proseguì con la sua opera critica, pubblicando un'autorevole monografia su Jan Steen (1927) e un catalogo di opere di Rembrandt ricordato dalla critica appunto come "Bredius 1935". Alla sua morte lasciò venticinque tele (incluse molte di Rembrandt) alla Mauritshuis; il resto della sua collezione è esposta al Museo Bredius.